# Moustoir-Remungol
Moustoir-Remungol korábbi község Franciaországban, Morbihan megyében. Lakosainak száma 704 fő (2018. január 1.). Moustoir-Remungol Noyal-Pontivy, Naizin, Remungol, Pluméliau, Saint-Thuriau és Pluméliau-Bieuzy községekkel határos.
2016. január 1-jén Naizin és Remungol korábbi községgel egyesült és az így létrejött Évellys új község része lett.

## Népesség
A település népességének változása:
| Lakosok száma | 902  | 844  | 646  | 617  | 634  | 615  | 649  | 671  | 700  | 704  |
|               | 1962 | 1968 | 1982 | 1990 | 1999 | 2008 | 2011 | 2013 | 2017 | 2018 |